# Simon Pellaud
Simon Pellaud (født 6. november 1992 i Martigny) er en cykelrytter fra Schweiz, der er på kontrakt hos Li Ning Star.